# Товстуха Леонід Самійлович
Леонід Самійлович Товстуха (17 жовтня 1930 , Орлівка, Ямпільський район, Українська СРР, СРСР  — 7 березня 2010 , Орлівка, Сумська область ) — український художник декоративно-ужиткового мистецтва (художнє ткацтво). Член Національної спілки художників України (1962). Народний художник України (1992). Лауреат Національної премії України імені Тараса Шевченка (1986).

## Біографія
Народився 17 жовтня 1930 року в селі Орлівка (нині Шосткинський район, Сумська область).
- 1947 р. — закінчив Орлівську семирічну школу
- 1947–1951 рр. — навчався у Кролевецькому технікумі художніх промислів
- 1951–1952 рр. — працював майстром килимового цеху промартілі ім. Лесі Українки, м. Полтава
- 1952–1953 рр. — переїзд до Решетилівки. Працював начальником килимового цеху промартілі ім. Клари Цеткін
- 1953 р. — початок творчої діяльності
- 1953–1959 рр. — працював художником промартілі ім. Клари Цеткін
- 1958 р. — службове відрядження в НДР на міжнародний Лейпцігський ярмарок
- 1959–1960 рр. — працював техноруком промартілі ім. Клари Цеткін
- 1960–1962 рр. — працював головним інженером фабрики ім. Клари Цеткін
- 1960–1962 рр. — навчався у Вищій школі місцевої промисловості (заочно), м. Москва
- 1962 р. — член Національної спілки художників України
- 1962–1968 рр. — навчався у Московському технологічному інституті
- 1962-01.12.2003 рр. — директор фабрики художніх виробів ім. Клари Цеткін
- 1970 р. — нагороджений медаллю «За доблесну працю. На відзнаку 100-річчя з дня народження В. І. Леніна»
- 1975 р. — отримав звання «Заслужений художник України»
- 1977 р. — нагороджений орденом «Знак пошани»
- 1978 р. — нагороджений Дипломом І ступеня головного комітету ВДНГ України
- 1979 р. — поїздка до Швейцарії
- 1980 р. — перша персональна виставка гобеленів у виставковій залі Спілки художників України, м. Київ
- 1982 р. — поїздка до Франції
- 1986 р. — персональна виставка гобеленів у Національному музеї декоративно-прикладного мистецтва, м. Київ
- 1986 р. — присвоєно звання лауреата Національної премії України ім. Т. Г. Шевченка
- 1986 р. — нагороджений срібною медаллю ВДНГ СРСР
- 1986 р. — нагороджений медаллю «Ветеран праці»
- 1990 р. — персональна виставка гобеленів у Полтавському художньому музеї
- 1992 р. — отримав звання «Народний художник України»
- 1995 р. — нагороджений ювілейною медаллю «50 лет Победы в Великой Отечественной войне»
- 1995 р. — Лауреат премії галузевої профспілки робітників місцевої промисловості та комунально-побутових підприємств
- 2001 р. — виставка творів лауреатів Національної премії України ім. Т. Г. Шевченка в «Галереї мистецтв», м. Полтава
- 2001 р. — нагороджений орденом «За заслуги ІІІ ступеня»
- 2005 р. — персональна виставка, Фонд культури України, м. Київ
- 2005 р. — нагороджений Почесною грамотою Верховної Ради України
- 2006 р. — почесний громадянин Решетилівки
- 1954 р.-2009 — участь у численних всеукраїнських та зарубіжних виставках

## Громадська діяльність
- 1966–1990 рр. — голова районної комісії сприяння фонду миру
- 1976–1986 рр. — член правління Полтавської обласної організації Спілки художників України
- 1982–1996 рр. — член Республіканської комісії декоративно-ужиткового мистецтва Спілки художників України
- 1982–1985 рр. — член правління художнього фонду України
- 1989–1992 рр. — член журі по присудженню премії Катерини Білокур
- 1990–1995 рр. — член Великої Ради національної Спілки народних майстрів України
- 1999–2005 рр. — член правління Полтавської обласної Національної Спілки художників України
- 2000–2004 рр. — член Державної художньо-експертної Ради Міністерства культури і туризму України

## Список музеїв, де експонуються роботи Л.С.Товстухи
- Вінницький краєзнавчий музей
- Державний музей літератури, м. Київ
- Дирекція художніх виставок України, м. Київ
- Ізмаілівська Картинна Галерея
- Канівський Музей Декоративно-Прикладного Мистецтва
- Канівський Ордена Дружби Народів Державний Музей-Заповідник Т. Г. Шевченка
- Київський Державний Музей Т. Г. Шевченка
- Київський Музей Народно-Декоративного Мистецтва
- Будинок-Музей Т. Г. Шевченка, м. Київ
- Будинок-Музей Академіка Д. І. Яворницького, М. Дніпропетровськ
- Красноградський Краєзнавчий музей
- Красноярський Музей В. І. Леніна
- Криворізький Історико-Краєзнавчий Музей
- Музей Архітектури І Побуту, м. Київ
- Музей Гончарства, Опішня, Полтавської Області
- Перяслав-Хмельницький Історико-Культурний Заповідник
- Полтавський Краєзнавчий Музей
- Решетилівський Краєзнавчий Музей
- Стаханівський Історико-Художній Музей
- Садиба-Музей М. В. Гоголя, С. Василівка, Полтавська Область
- Харківський Художній Музей
- Херсонський Художній Музей
- Черкаський Художній Музей
- Черкаський Краєзнавчий Музей

## Об'єкти, в інтер'єрах яких знаходяться гобелени Л.С.Товстухи
- Рада Європи, м. Страсбург (Франція)
- Будинок Шлюбу, м. Полтава
- Будинок Шлюбу, м. Бердянськ
- Будинок Молоді, м. Петербург
- Готель «Юність», м. Москва
- Дитячий Комбінат Запорізького абразивного комбінату
- Молодіжний Центр Олімпіади-80, м. Москва, Леонідово
- Національна Спілка Художників України
- Обласна Наукова Бібліотека, м. Суми
- Полтавський Кооперативний Технікум
- Ресторан «Інтурист», м. Полтава
- Федерація Профспілок України
- Центральний універсальний магазин, м. Бердянськ
- Приватні колекції України, Росії, Німеччини, Канади, США

## Публікації
- Товстуха Л. Сучасний стан полтавського решетилівського килима і його перспективи / Леонід Товстуха // Українська керамологія. 2002 : національний науковий щорічник / за ред. д-ра іст. наук Олеся Пошивайла. — Опішне, 2002. — Кн. 2. — С. 90—92.
- Товстуха Л. Спогади і роздуми: (півстоліття на Решетилівській фабриці художніх виробів ім. Клари Цеткін) / Леонід Товстуха. — Решетилівка, 2010. — 195 с. : фот.